# Половина (Вологодская область)
Половина — деревня в Никольском районе Вологодской области.
Входит в состав Вахневского сельского поселения, с точки зрения административно-территориального деления — в Лобовский сельсовет.
Расстояние до районного центра Никольска по автодороге — 55 км, до центра муниципального образования Вахнево по прямой — 14 км. Ближайшие населённые пункты — Осиновая Гарь, Орлово, Владимирово.
По переписи 2002 года население — 38 человек (18 мужчин, 20 женщин). Преобладающая национальность — русские (97 %).